# Naoto Matsuo
Naoto Matsuo (松尾 直人 Matsuo Naoto?, nacido el 10 de septiembre de 1979 en Wakayama) es un exfutbolista japonés. Jugaba de defensa y su último club fue el FC Osaka de Japón.

## Trayectoria

### Clubes
| Club              | País      | Año         |
| ----------------- | --------- | ----------- |
| Vissel Kobe       | Japón     | 1998 - 2005 |
| Gimnasia La Plata | Argentina | 1999        |
| Cerezo Osaka      | Japón     | 2002        |
| Albirex Niigata   | Japón     | 2004        |
| FC Tokyo          | Japón     | 2006        |
| Albirex Niigata   | Japón     | 2007 - 2009 |
| Shonan Bellmare   | Japón     | 2010 - 2011 |
| FC Osaka          | Japón     | 2012 - 2013 |

## Estadística de carrera

### J. League
| Club            | Año   | J. League | J. League | Copa J. League | Copa J. League | Total | Total |
| Club            | Año   | Part.     | Goles     | Part.          | Goles          | Part. | Goles |
| --------------- | ----- | --------- | --------- | -------------- | -------------- | ----- | ----- |
| Vissel Kobe     | 1998  | 16        | 0         | 2              | 0              | 18    | 0     |
| Vissel Kobe     | 1999  | 0         | 0         | 0              | 0              | 0     | 0     |
| Vissel Kobe     | 2000  | 4         | 0         | 2              | 0              | 6     | 0     |
| Vissel Kobe     | 2001  | 25        | 2         | 3              | 0              | 28    | 2     |
| Cerezo Osaka    | 2002  | 0         | 0         | -              | -              | 0     | 0     |
| Vissel Kobe     | 2002  | 0         | 0         | 0              | 0              | 0     | 0     |
| Vissel Kobe     | 2003  | 12        | 0         | 3              | 0              | 15    | 0     |
| Vissel Kobe     | 2004  | 2         | 0         | 0              | 0              | 2     | 0     |
| Albirex Niigata | 2004  | 11        | 1         | 2              | 0              | 13    | 1     |
| Vissel Kobe     | 2005  | 12        | 1         | 5              | 0              | 17    | 1     |
| FC Tokyo        | 2006  | 0         | 0         | 0              | 0              | 0     | 0     |
| Albirex Niigata | 2007  | 20        | 0         | 2              | 0              | 22    | 0     |
| Albirex Niigata | 2008  | 30        | 1         | 6              | 0              | 36    | 1     |
| Albirex Niigata | 2009  | 13        | 1         | 5              | 0              | 18    | 1     |
| Shonan Bellmare | 2010  | 0         | 0         | 0              | 0              | 0     | 0     |
| Shonan Bellmare | 2011  | 4         | 0         | -              | -              | 4     | 0     |
| Total           | Total | 149       | 6         | 4              | 0              | 154   | 6     |